# Institut national polytechnique de Toulouse
Die Institut national polytechnique de Toulouse (INP Toulouse) ist eine französische Ingenieurschule in Toulouse auf dem Campus der Toulouse Tech (Université Fédérale Toulouse Midi-Pyrénées).
Sie ist Mitglied der Conférence des Grandes Écoles und der Toulouse Tech. Mit einem multi-disziplinären Lehrplan bildet sie innerhalb von drei Jahren Ingenieure aus, die danach hauptsächlich in der Wirtschaft arbeiten: Ziel der Ausbildung ist der sogenannte Master „Ingénieur INP Toulouse“.

## Diplome INP Toulouse
- Master Ingénieur INP Toulouse
- sechs Masters Forschung Ingenieurwissenschaft
- sechs Masters Professional Ingenieurwissenschaft
- Graduiertenkolleg: PhD Doctorate
- Mastère spécialisé
- Massive Open Online Course[4].

## Forschung und Graduiertenkolleg
Auf der Forschungsebene bringt INP Toulouse 17 Laboratorien zusammen, fast 1.000 Forscher (Fakultät, Forscher von großen Organisationen, PhD), gruppiert in Laboratorien, die mit dem CNRS verbunden sind, dem INRA und anderen Universitäten in Toulouse.